# Stefan Bellof
Stefan Bellof (n. 20 noiembrie 1957, Gießen, Republica Federală Germania, Germania – d. 1 septembrie 1985, circuit de Spa-Francorchamps, Valonia, Belgia) a fost un pilot german de Formula 1 care a evoluat în Campionatul Mondial între anii 1984 și 1985